# باشگاه فوتبال ویسوا کراکوف
 باشگاه فوتبال ویسوا کراکوف  (به لهستانی: Wisła Kraków) باشگاه فوتبال لهستان است که در شهر کراکوف قرار دارد و در لیگ برتر فوتبال لهستان بازی می‌کند.
این باشگاه در سال ۱۹۰۶ تأسیس شده‌است.

## افتخارات
- لیگ برتر فوتبال لهستان
  -  قهرمان (۱۴): ۱۹۲۷، ۱۹۲۸، ۱۹۴۹، ۱۹۵۰، ۱۹۵۱، ۷۸–۱۹۷۷، ۹۹–۱۹۹۸، ۰۱–۲۰۰۰، ۰۳–۲۰۰۲، ۰۴–۲۰۰۳، ۰۵–۲۰۰۴، ۰۸–۲۰۰۷، ۰۹–۲۰۰۸، ۱۱–۲۰۱۰
- جام حذفی فوتبال لهستان
  - قهرمان (۴): ۱۹۲۶، ۱۹۶۷، ۲۰۰۲، ۲۰۰۳
  - نایب قهرمانی (۶): ۱۹۵۱، ۱۹۵۴، ۱۹۷۹، ۱۹۸۴، ۲۰۰۰، ۲۰۰۸
- سوپر جام فوتبال لهستان
  - قهرمان (۱):۲۰۰۱
  - نایب قهرمانی (۴): ۱۹۹۹، ۲۰۰۴، ۲۰۰۸، ۲۰۰۹
- جام اینترتوتو
  - قهرمان (۳): ۱۹۶۹، ۱۹۷۰، ۱۹۷۳